# Списък на голф игрищата в България
Това е списък на изградените голф игрища в България.

## София град и Област София
- Правец Голф Клуб – голф игрище с 18 дупки, проектирано от Питър Харадин. Домакин на UniCredit Европейски шампионат по голф за клубни професионалисти 2011 – 2016. 6470 м. Открито през 2011 година[1]
- Св. София Голф Клуб – голф игрище с 18 дупки открито през 2004 година. През 2009 година е затворено за обновяване и отваря отново през 2012. Изградено по проект на известния ирландски голфър Пол Макгинли. Собственост на Красимир Гергов.
- Голф клуб „Еър София“ – първото голф игрище в България. Открито е на 10 юни 2000 година. Комплексът разполага с голф игрище с 18 дупки, драйвинг рейндж с учебна зала, два тренировъчни грийна и голф магазин.[2]

## Област Благоевград
- Пирин Голф & Кънтри Клуб – в близост до Банско. Комплексът заема площ от 150 хектара, разполага с над 20 тематични ресторанта, супермаркети, барове и магазини, спа зона с площ над 5 500кв.м, спортен център, 7 басейна, конгресен център и голф академия. Част от Еuropean Tour Destinations и носител на награда Топ 100 игрище в континентална Европа. Притежава две голф игрища – 1 шампионско с 18 дупки по дизайн на капитана на европейския отбор за Ryder Cup – Иън Ууснам и едно по-малко с 5 дупки.

## Област Добрич
- Блек Сий Рама – голф игрище с 18 дупки, 6648 метра дължина, по проект на Гари Плейър. Игрището е отличено с престижната награда в международната категория за „Най-добро ново голф игрище на 2009 година“ на списание Golf Inc. Открит през 2008 година[3] Собственост на Красимир Гергов.
- Лайтхаус Голф и Спа Ризорт – голф игрище с 18 дупки, пар 72, дължина – 6648 метра, част от Еuropean Tour Properties ит 2016 година и е проектирано от известния шампион от Райдър Къп Иън Ууснам. Открит през 2008 година.[4]
- Трейшън Клифс Голф Резорт – голф игрище с 18 дупки по дизайн на Гари Плейър, открито през 2011 година.[5] Заема площ от 85 хектара. Собственост на Красимир Гергов.

## Бъдещи проекти
- Окол Лейк Парк – разположено на 1 000 метра надморска височина, върху площ от 650 дка, голф игрището на OKOL Lake Park ще представлява спортно съоръжение, което ще се отличава с гледки към язовир Искър, Рила и ски пистите на Боровец. Шампионатно игрище, проектирано от European Golf Design (EGD), с главен проектант Robin Hiseman. Голф игрището, Клуб Хаусът и Голф академията ще бъдат управлявани от International Management Group (IMG).[6]